# Frampton's Camel
Frampton's Camel es el segundo álbum de estudio de Peter Frampton, grabado y publicado en 1973. Fue el primer álbum que Frampton grabó en los Estados Unidos. Alcanzó la posición # 110 de la lista de éxitos Billboard 200.

## Lista de canciones
Todas las canciones escritas por Peter Frampton; excepto donde se indique.
1. "I Got My Eyes On You" - 4:29
2. "All Night Long" - 3:19 (Frampton, Gallagher)
3. "Lines On My Face" - 4:50
4. "Which Way the Wind Blows" - 3:32
5. "I Believe (When I Fall In Love It Will Be Forever)" - 4:10 (Stevie Wonder, Yvonne Wright)
6. "White Sugar" - 3:37
7. "Don't Fade Away" - 4:39
8. "Just The Time Of Year" - 3:58
9. "Do You Feel Like We Do" - 6:44 (Frampton, Gallagher, Wills, Siomos)

## Listas de éxitos

### Álbum
| Año  | Lista      | Posición |
| ---- | ---------- | -------- |
| 1973 | Pop Albums | 110      |

### Sencillo
| Año  | Sencillo                   | Lista | Posición |
| ---- | -------------------------- | ----- | -------- |
| 1973 | "All Night Long"           |       |          |
| 1973 | "I Got My Eyes On You"     |       |          |
| 1973 | "Lines On My Face"         |       |          |
| 1973 | "Which Way The Wind Blows" |       |          |